# Margaret Bright Lucas
Pour les articles homonymes, voir Bright et Lucas.
Margaret Bright Lucas, née le 14 juillet 1818 à Rochdale, dans le Lancashire et morte le 4 février 1890 à Londres, est une militante contre la consommation d'alcool et suffragiste britannique.

## Biographie
Margaret Bright est la plus jeune fille de Jacob Bright, quaker et propriétaire de filatures de coton et de sa seconde épouse, Martha Wood. Son frère aîné, John Bright, est parlementaire, sa sœur aînée Priscilla Bright McLaren est engagée en faveur de l'abolitionnisme et du droit de vote des femmes, et son plus jeune frère, Jacob Bright est négociant et parlementaire. Elle reçoit une éducation stricte, dans des écoles quakers, puis se marie en 1839 avec Samuel Lucas (en), négociant de maïs et lui aussi quaker. Le couple s'installe à Manchester en 1845, puis à Londres en 1850. Margaret Bright Lucas s'investit dans les revendications en faveur du libre-échange et contre les Corn Laws, aidant son époux à récolter des fonds et à organiser des réunions. Le couple a deux enfants, un fils sourd et muet et une fille, Katharine Thomasson. 
Après la mort de son mari en 1865, elle séjourne en Amérique du Nord, à Halifax, chez une cousine, où elle participe aux activités de lutte contre l'alcoolisme quakers et en faveur du droit de vote des femmes. Elle adhère en 1872 à l'International Organisation of Good Templars, une société de tempérance américaine dont elle devient vice-présidente en 1874. Elle participe à une tournée organisée par l'IOGT en Angleterre, qui conduit à la création d'une société de tempérance féminine, la British Women's Temperance Association (en), qu'elle préside de 1878 jusqu'à sa mort. Elle est également présidente de la Woman's Christian Temperance Union (WCTU) en 1885. Elle reste réservée à l'égard de la transposition des manifestations américaines contre l'alcoolisme comme par exemple l'agenouillement devant des débits de boisson, mais estime qu'il est possible, en Angleterre, d'organiser des manifestations ou des réunions en faveur de la tempérance et de faire signer des pétitions, comme celle qu'elle organise en 1879, pour demander la fermeture de la chambre des communes le dimanche. La British Women's Temperance Association se développe surtout après sa mort, sous la direction de Lady Henry Somerset, mais Margaret Lucas a établi des liens avec les réseaux réformistes américains et est une pionnière des ligues féminines contre l’alcoolisme.
Elle meurt de la tuberculose à son domicile londonien de Bloomsbury, le 4 février 1890.